# I. e. 451
Évszázadok: i. e. 6. század – i. e. 5. század – i. e. 4. század
Évtizedek: i. e. 500-as évek – i. e. 490-es évek – i. e. 480-as évek – i. e. 470-es évek – i. e. 460-as évek – i. e. 450-es évek – i. e. 440-es évek – i. e. 430-as évek – i. e. 420-as évek – i. e. 410-es évek – i. e. 400-as évek
Évek: i. e. 456 – i. e. 455 – i. e. 454 – i. e. 453 –  i. e. 452 – i. e. 451 – i. e. 450 – i. e. 449 – i. e. 448 – i. e. 447 – i. e. 446

## Események
- Római consulok: Appius Claudius Crassus Inregillensis Sabinus és Titus Genucius Augurinus
- Az első decemviri és a tizenkét táblás törvények (Leges duodecim tabularum)
- Görögországban Kimonosz tárgyalásba kezd az elöljárókkal, mert új hadjáratot szeretne vezetni Ciprusra. Kitionosz város ostromakor azonban meghal, és az athéniak visszavonulnak. A tengeren viszont sikerül a szalaminoszi csatában legyőzni a perzsákat, akik megpróbálják a görögök visszavonulását megakadályozni.